# Grote Prijs Jef Scherens 1988
Il Grote Prijs Jef Scherens 1988, ventitreesima edizione della corsa, si svolse il 18 settembre 1988 su un percorso di 70 km, con partenza e arrivo a Lovanio. Fu vinto dal belga Patrick Schoovaerts della  davanti ai suoi connazionali Herman Raeymaekers e Filip Noe.

## Ordine d'arrivo (Top 10)
| Pos. | Corridore           | Squadra | Tempo    |
| ---- | ------------------- | ------- | -------- |
| 1    | Patrick Schoovaerts |         | 1h45'00" |
| 2    | Herman Raeymaekers  |         |          |
| 3    | Filip Noe           |         |          |
| 4    | Johan Vandendries   |         |          |
| 5    | Jim Van De Laer     |         |          |
| 6    | Danny Roelants      |         |          |
| 7    | Thierry Andrieu     |         |          |
| 8    | Bart Gendarme       |         |          |
| 9    | Mario De Decker     |         |          |
| 10   | Johan Geerts        |         |          |